# هاکوب هوهانیسیان
هاکوب گارگینی هوهانیسیان (ارمنی: Հակոբ Գարեգինի Հովհաննիսյան؛ Hakob Hovhannisian زاده ۷ دسامبر ۱۸۷۵ - درگذشته ۲۲ دسامبر ۱۹۴۱) بیوشیمی‌دان و شیمی‌دان و استاد اهل ارمنستان که از تاریخ ۱۹۲۲ تا تاریخ ۱۹۳۰ ریاست دانشگاه دولتی ایروان را برعهده داشت. وی از تاریخ ۱۹۳۰ تا تاریخ ۱۹۳۶ ریاست انستیتو پزشکی ایروان را برعهده داشت.

## زندگی‌نامه
وی در ۱۹ دسامبر [سبک قدیمی: ۷ دسامبر] ۱۸۷۵ در شوشی به دنیا آمد و از مدرسه اسقفی شوشی، دانشگاه هومبولت برلین و دانشگاه هایدلبرگ فارغ‌التحصیل شد. وی همچنین برندهٔ جوایزی همچون دانشمند شایسته ارمنستان شوروی (۱۹۳۵) شد. وی از سال ۱۹۱۷ عضو حزب کمونیست اتحاد شوروی بود. وی در ۲۲ دسامبر ۱۹۴۱ در سن ۶۶ سالگی در جریان پاکسازی بزرگ کشته شد.

## آثار
- authored a number of researches